# Frankfurt ob Odri
Frankfurt ob Odri (nemško Frankfurt am Oder, lužiškosrbsko Frankobord) je mesto v nemški zvezni deželi Brandenburg, na reki Odri ter na nemško-poljski meji. Ima 58.237 prebivalcev (Eurostat 2018)
Frankfurt je bil ustanovljen v 13. stoletju. Prvi prebivalci so stanovali na desnem bregu reke Odre, kasneje se je mesto razširilo še na levi breg, ki je danes poljski. V poznem srednjem veku je mesto bilo trgovsko središče. Leta 1430 se je za kratek čas priključilo hanzeatskim mestom.
Kmalu je bila ustanovljena tudi univerza, Viadrina, ki je odigrala pomembno vlogo v reformaciji.
V 19. stoletju je bil Frankfurt spet pomembno središče v Prusiji, na trgovski poti med Berlinom in Poznańom na Poljskem ter na zelo prometni reki Odri. Prirejali so se pomembni sejmi.
Leta 1945 so se v mestu odvijali večji boji, saj je Frankfurt služil kot trdnjava, ki bi naj Rdeči armadi preprečila direktno pot naprej do Berlina. Po drugi svetovni vojni se je Frankfurt ob Odri omejil na levi breg reke Odre - desni breg je postal poljsko mesto Słubice.
Obe mesti sta danes partnerici pri več skupnih projektih. Po pridružitvi Poljske EU 1. maja 2004 je Frankfurt kot obmejno mesto izgubil svoj pomen. Zraven tega sta ga po padcu komunizma močno prizadela brezposelnost in revščina. Prav tako je močno upadlo prebivalstvo - ob združitvi Nemčij je Frankfurt ob Odri imel še okoli 87.000 prebivalcev. 
V mestu je med letoma 1506 in 1811 delovala univerza. Ponovno je bila ustanovljena leta 1991, in sicer pod starim imenom, toda kot čezmejni projekt - kot »Evropska univerza Viadrina«.